# Gabriel Baudry-Lacantinerie
Gabriel Mary Paul Baudry-Lacantinerie (Saint-Sauveur-d'Aunis, 14 juni 1839 - Bordeaux, 17 januari 1913) was een Frans jurist en hoogleraar aan de Universiteit van Poitiers en de Universiteit van Bordeaux.

## Biografie
Gabriel Baudry-Lacantinerie was de zoon van een Franse notaris. Hij behaalde in 1858 zijn diploma in de rechten aan de rechtsfaculteit van de Universiteit van Poitiers. Van 1868 tot 1871 was hij hoogleraar burgerlijk recht aan diezelfde universiteit. Van 1871 tot 1903 was hij hoogleraar burgerlijk recht aan de Universiteit van Bordeaux.

## Werken
- (fr)  Traité théorique et pratique de droit civil, 26 volumes.
- (fr)  De l'effet des conventions et des jugements à l'égard des tiers, 1858.
- (fr)  De la Société, en droit romain. Des Récompenses en matière de communauté, en droit français, 1861.
- (fr)  Précis de droit civil, drie volumes, 1882-1884.
- (fr)  Commentaire théorique et pratique de la loi du 27 juillet 1884 sur le divorce, 1884.
- (fr)  De la prescription, 1895.
- (fr)  Des successions, 1895.
- (fr)  Des donations entre vifs, et des testaments, 1895.
- (fr)  Du nantissement, des privilèges & hypothèques et de l'expropriation forcée, 1895.
- (fr)  Des biens, 1896.
- (fr)  Des obligations, 1897.
- (fr)  Du contrat de mariage, 1897.
- (fr)  De la société, du prêt, du dépôt, 1898.
- (fr)  Du contrat de louage, 1898.
- (fr)  Des contrats aléatoires, du mandat, du cautionnement, de la transaction, 1899.
- (fr)  Commentaire de la loi du 25 mars 1896 sur les droits des enfants naturels dans la succession de leurs père et mère, 1899.
- (fr)  De la vente, 1900.
- (fr)  Des personnes, 1900.
- (fr)  Des personnes, 1902.

- Biblioteca Nacional de España: XX1200129
- Bibliothèque nationale de France: cb12163529p (data)
- CiNii: DA01029664
- Gemeinsame Normdatei: 1183010036
- International Standard Name Identifier: 0000 0000 8084 0093
- Library of Congress Control Number: no89013922
- Base Léonore: LH//143/76
- Bibliotheek van het Japanse parlement: 00681098
- Nationale Bibliotheek van Tsjechië: mub20201082853
- Nationale Bibliotheek van Israël: 987007337231405171
- Nederlandse Thesaurus van Auteursnamen: 069001952
- Siprojuris: 56243
- Système universitaire de documentation: 030163080
- Virtual International Authority File: 4970558
- WorldCat: E39PBJfGXt9TFTrYW4w4TH4wmd